# Ptilophora jezoensis
Ptilophora jezoensis là một loài bướm đêm thuộc họ Notodontidae. Nó được tìm thấy ở Nhật Bản và the Viễn Đông Nga.
Sải cánh dài 30–35 mm.

## Phụ loài
- Ptilophora jezoensis jezoensis (Japan)
- Ptilophora jezoensis sutchana O.Bang-Haas, 1927 (Amur, Primorye)